# Vinyes de la Pineda
Les Vinyes de la Pineda són unes antigues vinyes del terme municipal de Bigues i Riells, al Vallès Oriental, en territori del poble de Riells del Fai. Són a la dreta del Tenes, a ponent, davant per davant, de la masia-restaurant de la Font de la Pineda. Són sota i a llevant de les Costes de la Pineda i al nord del Bosc de la Pineda.